# Gerhard Rüger
Gerhard Rüger (* 20. August 1938 in Erfurt) ist ein ehemaliger deutscher Radrennfahrer und Schrittmacher im Radsport.

## Sportliche Laufbahn
In den 1950er Jahren war er als Straßenfahrer und Bahnfahrer für die SG Dynamo Leipzig in der DDR aktiv. 1968 wechselte er das Metier und wurde Schrittmacher in Steherrennen. Von 1979 bis 1983 wurde er mit Günter Gottlieb an der Rolle DDR-Meister im Steherrennen. Dreimal gewann er die Silbermedaille, 1977 mit Magnus, 1978 mit Gottlieb und 1987 mit Frank Herzog. Bei der Internationalen Stehermeisterschaft von Brno war er fünfmal mit Gottlieb erfolgreich. Verdient machte er sich um die Nachwuchsförderung, in dem er immer wieder „Neulinge“ in den Stehersport einführte. Als Schrittmacher war er jahrelang Mitglied der BSG Robotron Optima Erfurt.